# Watshamia gero
Watshamia gero – gatunek błonkówki z rodziny Pirenidae. Endemit Kenii.
Gatunek ten opisany został po raz pierwszy w 2013 roku przez Mirceę-Dana Mitroiu na łamach „Entomological Science”. Jako lokalizację typową wskazano Malili Ranch w Kenii.
U samca długość ciała wynosi od 2,5 do 2,6 mm, u samicy zaś 2,75 mm. Rzeźba oskórka ma postać płytkiego siateczkowania. Głowa jest niebieskawozielona, w górnej części miejscami z fioletowym połyskiem. Barwa owalnych u samicy i gruszkowatych u samca oczu jest czerwonawa, a przyoczek jasnobrązowa. Mezosoma samca jest jaskrawo zielona do niebieskozielonej z fioletowym połyskiem zaznaczonym zwłaszcza na tarczce. Samica ma jaskrawozieloną tarczę śródplecza z fioletowymi refleksami w tyle części bocznych, jaskrawozieloną z fioletową kropką pośrodku tarczkę, niebieskawozielone axillae i axillulae, jaskrawozielony środek pozatułowia oraz głównie fioletowe boki mezosomy. U samicy mezosoma jest słabiej sklepiona niż u W. versicolor, a wypukłość tarczki jest równomierna. Samiec odznacza się skrzydłami przednimi o żyłce marginalnej 3,1 raza dłuższej od żyłki stigmalnej oraz skrzydłami tylnymi z żółtym połyskiem w odsiebnych ⅔. U samicy skrzydło przednie jest przezroczyste, pozbawione brązowych kropek. Metasoma jest ciemnobrązowa, silnie bocznie skompresowana, u samicy dłuższa od mezosomy.
Owad afrotropikalny, znany wyłącznie z miejsca typowego w Kenii. Jest parazytoidem muchówek z rodziny pryszczarkowatych.